# もののけ◇しぇありんぐ
『もののけ◇しぇありんぐ』は、クール教信者による日本の漫画作品。話数の単位は「第○○日目」（最終回は「最終日」と表記）、各話のサブタイトルは毎回「の話」と表記されている。『ヤングマガジンサード』（講談社）にて、掲載されていた。全4巻。

## あらすじ
女子高生の鏡ヤタは家が貧しいことから格安のシェアハウスを探していた。念願叶って、格安のシェアハウスを見つけることができたが、そこに住む住人は全員が妖怪の女性だった。ヤタは戸惑いながらも妖怪たちとの生活を開始し、互いに理解を深めていく。

## 登場人物

### シェアハウスの住人
鏡ヤタ（かがみ ヤタ）
人間の女子高生。
後頭部に大きなリボンを着けており、時折、伊達眼鏡を掛けている。真面目な性格で勉強熱心だが、言葉遣いが少々粗く、目つきが悪いことと貧乳であることをコンプレックスに感じており、巨乳に嫉妬することもある。智慧姫との初対面時、彼女に眼光の鋭さで妖怪と思われていた。
家が貧乏で特待生枠以外で高校に通う術がなく、学費と生活費は全て一人で工面しており、資金難からシェアハウスを選択。住人たちから妖怪であることを打ち明けられ、一度は抵抗を感じてその場を後にするが、彼女らに対して「ちょっと個性が強い人間程度」と悪感情は抱いておらず、彼女らの中なら自分の（目つきの）コンプレックスが目立たないのではと考え引き返し、ルームシェアを始めた。以降は同居生活を通じて彼女たちに理解を示すが、辛辣なツッコミを入れることも多い。
自身の秘密を打ち明けた智慧姫にかつての自分を重ね、「施設」を思い出したが、シェアハウス以前の生活が描かれることはなかった。
最終回で描かれた数年後の時代では人間と妖怪の橋渡しの1人となっている。

鯨塚ミズチ（くじらづか ミズチ）
河童の女子大学生。
眼鏡を掛け、生え変わる頭の皿の上にカツラを着けている。水を浴びて頭の皿から吸収することで水分補給をしているが、それを（ヤタ以外の）人間の前でもたびたび行い周囲を驚かせている。クールで知的、面倒見が良く、家事も上手いことから、シェアハウスの母親的存在。将来の夢は考古学者。
河童をまとめる頭首の家系に生まれたが、他の妖怪との混血であったため、親族には目の上のたんこぶ扱いされ、純粋種として母親違いの妹（マミズ）が生まれたことで、純粋種を残して結束を高めたい親族から疎まれて座敷牢での生活を強いられていた。シェアハウスに立候補したのは厄介払いできる親族との利害が一致したためであり、放逐同然でシェアハウスにやってきたとのこと。
自分たちのシェアハウス存続を賭けた五番勝負で、妹のマミズが自分の対戦相手として登場した際は「今まで特に嫌いでもなかった親族だが、ようやく嫌いになれそうだ」と言い、水泳勝負中にもマミズの事を「切り捨てる過去にすぎない」と考えていたが、勝負後マミズとは和解・復縁しておりメールのやり取りもしている。しかしその一方で、勝負に乗じて自らの抹殺を企てたその上、(庇いに入ったのはマミズ本人の意思であるとは言え)妹に怪我まで負わせた親族にはほとほと愛想が尽きたようで、「河童の鯨塚家のお取りつぶし!」を前述の五番勝負で負けた智慧姫への罰ゲームとして書いていた（いずれ自分でやるから断ってくれていい、と智慧姫には言っている）。

モミ
鬼の女性で無職。
ヤタのシェアハウス仲間の中では最年長。寡黙だが思慮深い。妖怪同士の諍いに口出しする事には消極的。性癖は、ショタコンと裸族（本人曰く「部屋に一人の時はだいたい全裸」で、寝る時も全裸）であり、前者に関しては、ユキに趣味を聞かれた際、ショタ狩りと返答している。頭部から生える2本の角は本人曰く「砕くと爆発する」らしく、先端と根元の間が特徴的な形状をしている。自分で角を根元から折ることもできるが、角を折った直後は出血する。パソコンを操作する際には、メガネを着用。
その正体は世界を創造した神の1人・鬼神モミ。
最終回では工事現場の監督として働き始めた。

よーこ
妖狐の女性で無職。
関西弁で喋り、陽気な性格だが実力行使に出ようとする面もある。男好きで何人もの男と性的関係を持っているがバイセクシュアルであり、自身に声を掛けてきた女性の性的な頼みに応じることもある他、ヤタに寝相で抱き着かれた後「理性が限界だった」と発言している。将来の夢は歌手。
婿探しの一環などの理由で始めたSNSに自撮りした画像を投稿していたが、シェアハウス仲間と拡散数で争う流れになり、モミとの一騎討ちに発展した際、彼女に勝利しようと投稿した画像が原因で自身のアカウントが凍結された。

クロ
ろくろ首の女子高生。
普段はポニーテールだが校内では髪を下している。人間観察と人を驚かすいたずらが趣味。将来の夢はお笑い芸人。
「ネタになりそうだから」という理由でミッション系の女子高に通学、同じ生徒たちからは「黒薔薇の君」と称され、憧れの的になっているが当の本人はこの呼称を「変なあだ名」としか思っておらず、周囲の生徒がおとなしいため失敗したかもしれないと考えている。
自分達のシェアハウス存続を賭けた五番勝負の勝負方法を決める際には得意なものとしてお笑いを挙げているが、ヤタとコンビを結成してシェアハウス仲間の前でネタを披露した時は評価すらされずに終わり、師匠のしらたきに「師匠の俺に似てギャグのセンスが世間とズレている」と指摘されている。
土地を奪われて、人間に対して良い印象を持っていなかった過去があり、富士の樹海で人を驚かせて楽しんでいた頃、コジワしらたきと遭遇。彼が披露した持ちネタで笑ったことでお笑いに興味を持ち、芸人になることを決意した。

越後ユキ（えちご ユキ）
雪女の女子高校生。
優しく内気な性格だが嫉妬深い面もあり、ヤタが他の女性と親しくしているのを見ただけでも夜叉の形相に変貌し、力の制御が利かなくなる。温度調節が苦手だがモミの助言によって持続時間を延ばすだけという状態にまで改善しており、第21日目の時点で温度調整を覚えている。里を出た理由は、家族以外とでは一人ぼっちという状況に嫌気が差した為。将来の夢は教師。
幼少時は周囲に避けられ、ヤタと初めて出会った時に手を握られたことが切っ掛けで彼女に好意を示すようになる。

あおい
ぬりかべの少女。
地方弁を思わせる喋りと着物が特徴。壁が本来の姿で変化の術は数時間で解けてしまう。
管理人の依頼で建て直されたヤタたちのシェアハウスの壁の材料を確保できるまでの間、シェアハウスの壁になるバイトをしていた。
ヤタ達に、もう少しシェアハウスに居させてほしいと頼むが、それに賛成するヤタ・クロ・ユキと反対するよーこ・ミズチ・モミが対立して乱闘になりかけた為、壁の姿で両者の間に入り仲裁、妖怪の里に帰る決断をする。実は管理人が建て直したシェアハウスの壁の穴は複数箇所（屋根にも穴がある）あり、それを全て自身とその一部で穴埋めしていたことから、穴埋めしていた箇所を消して妖怪の里に帰ろうとしたところをヤタに呼び止められ、最終的には彼女たちのシェアハウスに留まる事になった。
シェアハウスの壁の補修が完了間近となった為、今度こそ妖怪の里に帰ることになった際、名前をつけてほしいとヤタに頼み、彼女からあおいの名を与えられる。
智慧姫（ちえひめ）
般若の少女。
着物姿で頭に着けた般若の面が特徴。妖怪全体の方針を決めている総元締の一人。博識で気品もあるが目的のためには手段を選ばない冷徹さを持ち、笑いのツボが独特。モミを様付けで呼んでいる。
隠れ住むより溶け込むという決定に納得しておらず、各地の妖怪シェアハウスを廻り、既に3軒を解散させている。ヤタ達の妖怪シェアハウスに乗り込んで解散を要求したが拒まれたため、彼女達の妖怪シェアハウス存続を賭けた五番勝負を仕掛けた。その勝負の最終戦では、モミが勝負に参加しないことから自身の不戦勝になりかけたが、モミに代わって、ヤタが勝負に参加すると聞いて、戦いを避けようとしたが管理人によって逃げ場の無い状況に追い込まれ、ヤタに詰め寄られて咄嗟に選んだ相撲で彼女と勝負したが、あっさりと敗北する。
実は智慧姫は紛れもない妖怪ではあるが妖怪の力を持っておらず、人間に近い存在だった。妖怪シェアハウスを否定していた理由、妖怪がより人に近づいて、自分と同じ思いをする妖怪が出ると思ってのこと。それらをヤタに打ち明けた後、以前解散させた妖怪シェアハウスの元住人たちに襲われ、自分が引きつけている間にヤタを逃がそうとしたが、ヤタと彼女のシェアハウス仲間や智慧姫に恩義を感じる妖怪たちに助けられる。その後は、上記の五番勝負の際に「（ヤタ達が）勝ったらなんでもしてあげます」と宣言した為、ヤタ達による罰ゲームを受ける事になり、よーことクロの罰ゲームを実行した後、モミが書いた罰ゲーム内容「智慧姫がここ（シェアハウス）で一緒に暮らす」を引き、ヤタと同じ部屋で暮らす事になった。
最終回で描かれた数年後の時代ではヤタと同じく、人間と妖怪の橋渡しの1人となっている。

### その他の登場人物（人間）
宮城カズ（みやぎ カズ）
オネエ言葉を話す男子生徒。
真田ミホ（さなだ ミホ）
女子生徒。風邪で寝ぼけていたヤタに抱きしめられて以降、彼女のことが気になっている。
天道紅(てんどう あかね)
ミズチが通う大学のゼミの友人。突然ペットボトルの水を頭からかぶるという奇行に走るミズチには定期的に仰天させられつつも、良好な関係を築いている。作者の別作品『おじょじょじょ』のメインキャラ(当時は高校2年生)。
SYOU
本名不明。モミのネット仲間の男性。モミと直接会った際には、シェアハウスに連れて行かれ、性行為を行う。
コジワしらたき
「うどん処しらたき」の店主。スキンヘッドの男性。元芸人でクロの師匠。
生活が困窮して富士の樹海で自殺を図ろうとしたが、クロに脅かされ咄嗟に彼女の前で持ちネタを披露して、笑ってもらえたことで自殺を思いとどまり、うどん屋を開業した。
篠崎けいこ（しのざき けいこ）
カナの友人。

### その他の登場人物（妖怪）
管理人
本名不明。ヤタ達が暮らすシェアハウスの管理人をしている男性鬼。
ヤタたちが暮らしているシェアハウス住人に携帯電話を無料でプレゼントする気前の良さもある。 劇中では名前は出されていないが、いくつかの作中描写から正体はクール教信者作品の共通登場人物「三木」であることがほのめかされている。
ユキの担任教師
本名不明。ユキが通っている高校の担任で雪女の教師。ユキ姉妹とは逆に中性的な容姿。
温度調節が苦手なユキに対しては、席を最奥にするなどの配慮を行っている。
しずり
雪女。ユキの姉。氷細工専門の職人。優しい性格だが感情が希薄な面もある。ユキ以上の技術を持つが、出力はユキのほうが上。
内気かつ力を上手く制御できないユキを心配し、彼女を連れ戻そうとヤタ達の妖怪シェアハウス存続を賭けた五番勝負に参加、氷細工の勝負でユキに勝利した。勝負後はユキに、時々実家に顔を出すように告げた。
上記の通り感情が希薄なためユキの思いを掴み切れずにいたが、ユキの仲間への思いを見て彼女の気持ちを把握して、ユキとの信頼関係はより強くなった。
のんこ
のっぺらぼうの女性。
お人好しな性格から、智慧姫が困っているという理由でヤタ達の妖怪シェアハウス存続を賭けた五番勝負に参加、クロとのお笑い（にらめっこ）勝負で変顔で彼女を笑わせて、勝利した。勝負後クロと連絡先を交換している。
マミズ
河童の純粋種。ミズチの母親違いの妹で河童の頭首。
周囲から河童の頭首として生まれた運命と言われていたため、自分が優れているから姉のミズチから頭首の座を奪ったと考えていたが、ミズチと初めて会った時に、彼女が高度な人間の知識を大量に取り入れて、なおかつ妖力を隠していることを知り、自分よりミズチの方が優れていることを認め、純粋種という理由で親族が自分を頭首に決めたことに気付く。ミズチの力を見てからは彼女に対して尊敬すると同時に後ろめたさを感じていたが、後述の勝負後ミズチと和解して連絡を取り合っている。
ミズチの力を河童の里に見せつける目的で、ヤタ達の妖怪シェアハウス存続を賭けた五番勝負に参加してミズチと水泳勝負を行ったが、勝負の最中に自分の応援に来ていた里の河童たちがミズチを認めようとせず彼女に巨岩を投げつけて妨害したため、マミズの反則負けとなった。勝負後は、頭首として河童の里を変えていく事を決意した。
ソウコ
化け狸の女性。よーこの幼馴染。よーこと同じく、バイセクシャルで彼女とも性行為を行ったことがある。
よーこ達とは別の妖怪シェアハウスで暮らしていたが、人間が居つかず他の住人が好き勝手し始めたことで大事になりかけたところを、智慧姫に助けられた。
智慧姫に頼まれてヤタ達の妖怪シェアハウス存続を賭けた五番勝負に参加、よーこと対戦した。意図的に開けた人払いの結界の穴から入って来た男を誘い、性行為に及んだ人数を競い、僅差で敗北した。
ぬらりひょん
本名不明。ユキとしずりの氷細工勝負で審査員を務めた老人妖怪で、妖怪の総大将。大きな頭と天狗のような鼻が特徴。
智慧姫に審判として呼ばれた人物だが、クロ曰く「贔屓しないと思うから大丈夫」。よーことソウコの逆ナン勝負でも審査員を務めるが、審査員であることを忘れて、ソウコに立候補した。
New道の男
本名不明。ヤタ達とは別の妖怪シェアハウスの元住人の男性妖怪。スキンヘッドの大男で「New道」と書かれた服を着ているのが特徴。
暴れたいという理由で同性の仲間たちと共に山を下りて、妖怪シェアハウスで暮らし始めるが、それを問題視した智慧姫に解散させられた。シェアハウスを追い出された事に対する逆恨みと、智慧姫に妖怪の力がないことを知り彼女に従っていた事に腹を立てて、ヤタとの勝負を終えた直後の智慧姫の前に仲間4人を引き連れて現れ、報復を行おうとするが、ヤタの急所蹴りで阻まれ、彼女のシェアハウス仲間や智慧姫に恩義を感じる妖怪たちに囲まれたことから仲間4人と共に退散した。
サキ
妖怪たちの隠れ里であるマンションの一室で、ぬらりひょんと同居している女性。総大将に会いにきたヤタを玄関先で出迎え、室内に案内した。作者の別作品『ぱらのいあけ～じ』のメインキャラであり、同作中にて本人曰く「鬼」で「苗字はない」。
カナ
あかなめの女性。公園の水飲み場で水垢を嘗めている現場を友人の篠崎けいこに目撃されてしまい、「友人に隠し事はしたくない、だから自らの正体を明かしたい」と、智慧姫に相談をもちかけた。

## 書誌情報
- クール教信者『もののけ◇しぇありんぐ』 講談社〈KDデラックス ヤングマガジン〉、全4巻
  1. 2015年10月7日発売、ISBN 978-4-06-377342-2
  2. 2016年5月20日発売、ISBN 978-4-06-377463-4
  3. 2017年2月20日発売、ISBN 978-4-06-393154-9
  4. 2017年10月20日発売、ISBN 978-4-06-510265-7